# Zytokin
Als Zytokine (auch Cytokine; von altgriechisch κύτος kýtos ‚Gefäß, Höhlung‘ und κίνησις kínēsis ‚Bewegung‘) werden Proteine bezeichnet, die das Wachstum und die Differenzierung von Zellen regulieren. Sie sind eine Gruppe von Peptiden, die vor allem die Proliferation und Differenzierung von Zielzellen einleiten oder regulieren. Einige Zytokine werden dementsprechend als Wachstumsfaktoren bezeichnet, andere spielen eine wichtige Rolle für immunologische Reaktionen und bei Entzündungsprozessen und können dann als Mediatoren bezeichnet werden. Man unterscheidet im Wesentlichen fünf Hauptgruppen von Zytokinen: Interferone, Interleukine, koloniestimulierende Faktoren, Tumornekrosefaktoren und Chemokine.
Mehrere Zytokine werden heute bereits kommerziell als rekombinante Proteine produziert.

## Interferone (IFN)
Interferone sind Zytokine, die Zellen anweisen, Proteine zu bilden, die sie gegen virale Infektionen widerstandsfähiger machen.
Es gibt verschiedene Interferone (IFN-ɑ, IFN-β und IFN-γ), die von Leukozyten (insbesondere von Monozyten und Makrophagen) und Fibroblasten gebildet werden und eine immunstimulierende, vor allem antivirale und antitumorale Wirkung haben. Interferone werden auch als Arzneistoffe eingesetzt, insbesondere zur Behandlung der Multiplen Sklerose oder der durch Viren ausgelösten chronischen Leberentzündungen. Hierbei kommt vor allem das PEGylierte Interferon zum Einsatz. Dieses gewährleistet eine verzögerte und somit zeitlich längere Wirkstofffreisetzung.
Nebenwirkungen sind hier unter anderem als ausgeprägte grippeähnliche Symptome möglich.

## Interleukine (IL)
Interleukine sind Zytokine, die zur Kommunikation der Immunabwehrzellen (Leukozyten) untereinander dienen, um so koordiniert Krankheitserreger oder auch Tumorzellen zu bekämpfen. Weiterhin dirigieren bestimmte Interleukine wie IL-1β und IL-6 gemeinsam mit dem Tumornekrosefaktor α Entzündungsreaktionen und systemische Wirkungen. Hierzu zählen z. B. die Auslösung von Fieber sowie generalisierte Durchblutungs- und Permeabilitätsteigerungen, sodass diese Zytokine im Falle einer Sepsis zu Kreislaufversagen führen können. Das Blut versackt regelrecht im peripheren Gewebe.

## Koloniestimulierende Faktoren (CSF)
Koloniestimulierende Faktoren sind Wachstumsfaktoren für rote und weiße Blutkörperchen (→ Hämatopoetische Wachstumsfaktoren). Dazu gehört u. a. das Erythropoetin, das von der Niere produziert wird und die Bildung der roten Blutkörperchen anregt, zu diesem Zweck aber auch als Arzneistoff eingesetzt wird. Ein Beispiel für Wachstumsfaktoren für weiße Blutkörperchen ist der G-CSF (Granulozyten-Kolonie-stimulierender Faktor).
Therapeutische Einsatzmöglichkeiten gibt es bei der Niereninsuffizienz, bei Knochenmarkschäden nach Chemotherapie oder beim Myelodysplastischen Syndrom (MDS).

## Tumornekrosefaktoren (TNF)
Tumornekrosefaktoren werden hauptsächlich von Makrophagen ausgeschüttet und können zu den klassischen Entzündungssymptomen Hitze, Schwellung, Rötung und Schmerz führen.

## Chemokine
Chemoattraktoren oder chemische Lockstoffe veranlassen Zellen mit passenden Rezeptoren, zur Quelle der Chemokine zu wandern (Chemotaxis: durch chemische Reize ausgelöste Orientierungsbewegung der Immunzellen).

## Zytokinrezeptoren
Die Rezeptoren für Zytokine lassen sich in sieben Gruppen unterteilen:
1. Hämatopoetin-Rezeptorfamilie, Rezeptoren für IL-2, IL-3, IL-4, IL-5, IL-7, IL-9, IL-11, IL-12, IL-13, IL-15
Erythropoetin (EPO), Thrombopoetin (TPO), Leukämiehemmender Faktor (LIF), G-CSF, GM-CSF
2. Interferon-Rezeptorfamilie, Rezeptoren für IFNa/b, IFNg, IL-10
3. TNF-Rezeptorfamilie (death receptors), Rezeptoren für TNFα, TNFβ, FasL, CD27, CD30, CD40 (Trimere Rezeptoren)
4. Immunglobulin (Ig)-Superfamilie-Rezeptoren,
Rezeptoren für IL-1a, IL-1b (aber auch BCR, TCR, MHC u. a.)
5. Tyrosinkinase-Rezeptoren,
Rezeptoren für M-CSF, SCF
  - Ras/Raf-pathway
  - Jak/STAT-pathway
6. Serin-/Threoninkinase-Rezeptoren, Rezeptoren für TGFβ u. a.
7. Chemokin-Rezeptoren (7TMHR)

## Zytokinsturm
Der Zytokinsturm ist eine Überreaktion des Immunsystems. Dabei erfolgt die Ausschüttung großer Mengen an entzündungsauslösenden Botenstoffen.